# Bethel (condado de Berks, Pensilvânia)

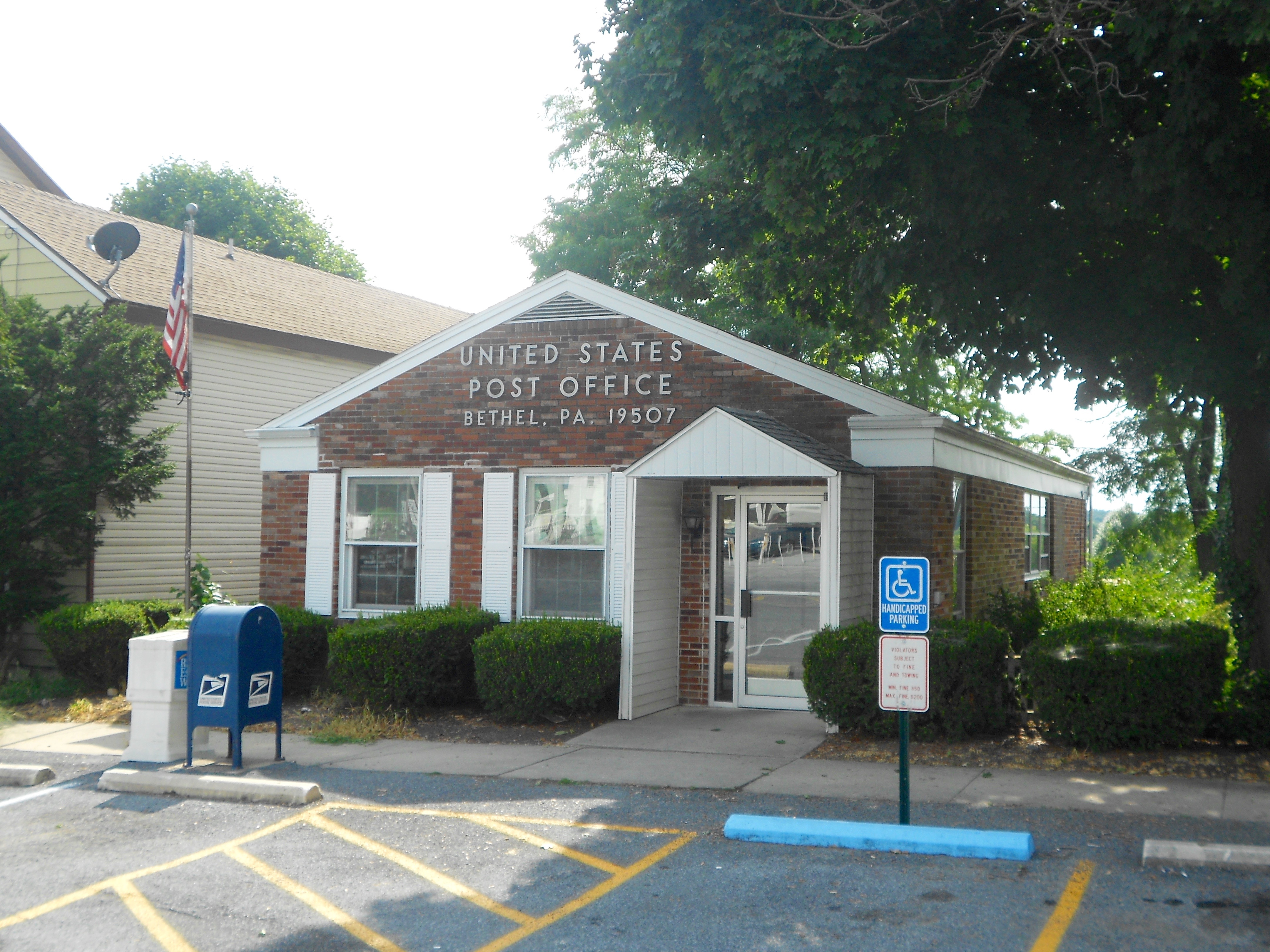
Posto dos correios de Bethel.

Bethel é uma região censitária cadastrada no GNIS com o número 1169353, está localizada em Bethel Township, condado de Berks, Pensilvânia, Estados Unidos. Ela está localizada na junção da Interstate 78/U.S. Route 22 e Pennsylvania Route 501. Está na bacia hidrográfica de Susquehanna e drenado para o sul em Little Swatara Creek. Seu código de área é 717. A partir do censo de 2020, a população era de 460. Betel era o local original em que a Cabela's iria construir sua nova sede antes de decidirem construí-lo em Hamburg. É o lar da sede internacional das Assembléias de Yahweh, de várias lojas de pequenos negócios e de um grande centro de distribuição para a Dollar General e para a PetSmart, que pode ser visto enquanto se dirige pela Interstate 78.